# Wu Cheng'en
Wu Cheng'en (en chino tradicional, 吳承恩; en chino simplificado, 吴承恩; pinyin, Wú Chéng'ēn; Wade-Giles, Wu2 Ch‘êng2-ên1; jyutping, Ng4 Sing4 Jan1; c. 1500-1582 o 1505-1580), nombre de cortesía Ruzhong (汝忠), fue un novelista, poeta y político chino durante la dinastía Ming. Muchos lo consideran el autor de Viaje al Oeste, una de las cuatro grandes novelas de la literatura clásica china.

## Biografía
Wu nació en Lianshui, provincia de Jiangsu, y luego se mudó a Huai'an. El padre de Wu, Wu Rui, había tenido una buena educación primaria y «demostró aptitud para el estudio», pero finalmente pasó su vida como artesano debido a las dificultades económicas de su familia. Sin embargo, Wu Rui continuó «dedicándose a las actividades literarias» y, cuando era niño, adquirió el mismo entusiasmo por la literatura, incluida la literatura clásica, los cuentos populares y las anécdotas.
Tomó los exámenes imperiales varias veces en un intento de convertirse en mandarín, u funcionario imperial, pero nunca los aprobó y no logró ingresar en la universidad imperial de Nankín hasta la mediana edad; después de eso se convirtió en funcionario y ocupó puestos tanto en Pekín como en el condado de Changxing, pero no disfrutó de su trabajo y finalmente renunció, probablemente pasando el resto de su vida escribiendo historias y poemas en su ciudad natal. Durante este tiempo se convirtió en un escritor consumado, produciendo tanto poesía como prosa, y se hizo amigo de varios escritores contemporáneos destacados. Sin embargo, Wu siguió siendo pobre durante toda su vida y no tuvo hijos. Insatisfecho con el clima político de la época y con la corrupción del mundo, pasó gran parte de su vida como ermitaño.

## Trabajo literario

### Viaje al Oeste

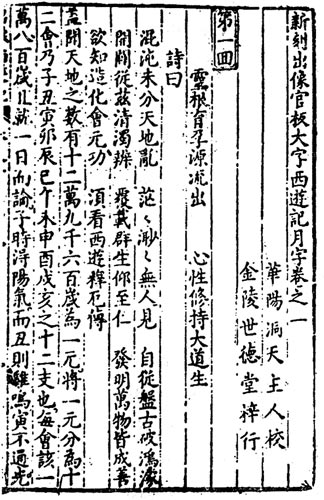
Una página de la edición más antigua conocida de Viaje al Oeste, grabada en madera,.

La probable autoría de Wu de Viaje al Oeste es su principal reclamo a la fama. La novela se publicó de forma anónima en 1592 y Wu no se refirió a la obra en ninguno de sus otros escritos. Se cree que Wu publicó la obra en el anonimato, como era habitual en ese momento, debido a la mala reputación de la ficción como literatura vulgar. Había una tendencia en los círculos literarios chinos a imitar la literatura clásica de las dinastías Qin, Han y Tang, escrita en chino clásico. Sin embargo, al final de su vida, Wu fue en contra de esta tendencia al escribir la novela Viaje al Oeste en lengua vernácula. Durante más de tres siglos, la mayor parte de China desconoció su autoría, aunque la gente de su ciudad natal le atribuyó la novela desde el principio.
Sin embargo, a principios del siglo XX, Hu Shih y sus estudiantes realizaron análisis textuales e investigaciones sobre los registros de la dinastía Qing y sugirieron a Wu como autor. En su introducción al resumen de Arthur Waley, Monkey, el doctor Hu, entonces embajador en los Estados Unidos, informó que un nomenclátor de 1625, una forma de historia local, de la ciudad natal de Wu afirmaba que él era el autor. El Dictionary of Ming Biography comenta que «la identidad del autor de la novela sigue siendo cuestionable» y que Wu «probablemente habría permanecido en el olvido si no hubiera sido por esta adscripción probablemente errónea.»
El estudioso de literatura china de la Universidad Brown, David Lattimore, dijo: «La confianza del embajador estaba bastante injustificada. Lo que dice el nomenclátor es que Wu escribió algo llamado El viaje al Oeste. No menciona nada sobre una novela. La obra en cuestión podría haber sido cualquier versión de nuestra historia, o algo completamente diferente.» El traductor W. J. F. Jenner señala que, aunque Wu tenía conocimientos de la burocracia y la política chinas, la novela en sí no incluye ningún detalle político que «un plebeyo bastante leído no podría haber conocido». Además, se desconoce qué parte de la novela fue creada en su momento y qué parte simplemente fue compilada y editada, ya que gran parte de la leyenda detrás del Viaje al Oeste ya existía en los cuentos populares.
Anthony C. Yu, en la introducción a su traducción completa, afirma que la identidad del autor, como ocurre con tantas otras obras importantes de ficción china, «sigue sin estar clara», pero que Wu sigue siendo «el autor más probable».

### Otros trabajos
Además de Viaje al Oeste, Wu escribió numerosos poemas e historias (incluida la novela Yuding Animals, que incluye un prefacio de Wu), aunque la mayoría se han perdido. Parte de su trabajo sobrevive porque, después de su muerte, un miembro de la familia reunió tantos manuscritos como pudo encontrar y los recopiló en cuatro volúmenes, titulados Remaining Manuscripts of Mr. Sheyang. Parte de su poesía se incluyó en antologías contemporáneas como A Digest of Ming Poetry y A Record of Ming Poetry.
Tanto su poesía como su prosa han sido descritas como «obstinadas» y críticas con la corrupción de la sociedad, y en uno de sus pocos poemas supervivientes, Wu se describe a sí mismo como alguien que tiene un «espíritu desafiante». La poesía de Wu se centraba en la expresión de las emociones, y por esta razón su obra ha sido comparada con la de Li Bai, aunque incluso los poemas que publicó con su nombre todavía no estaban modelados en los estilos clásicos (aunque no eran tan «vulgares» como Viaje al Oeste). Además de utilizar sus escritos para criticar la sociedad, Wu también se enorgullecía de la naturaleza mundana de su trabajo, a diferencia de los escritos más fantásticos de algunos contemporáneos; en el prefacio de Un registro de los trípodes del emperador Yu (禹鼎志) escribió: «Mi libro no trata sólo de lo sobrenatural; también trata de las debilidades de los hombres.»